# Szinya
A Szinya (oroszul: Сыня) folyó Oroszország ázsiai részén, Jamali Nyenyecföldön; az Ob bal oldali mellékfolyója.

## Földrajz
Hossza: 217 km, vízgyűjtő területe: 13 500 km², évi közepes vízhozama: 96 m³/sec.
A Sarki-Urál keleti lejtőin eredő két kisebb forráság: a Száraz- és a Nedves-Szinya találkozásával keletkezik. Hossza a Nedves-Szinya forrásától számítva 304 km. A Nyugat-szibériai-alföld északnyugati peremén, a Suriskari járásban folyik és az Ob alsó szakaszának Kis-Ob nevű mellékágába torkollik. Alsó szakaszán hajózható.
Októbertől májusig befagy, a jég vastagsága Ovgort falunál a tél végén átlag 75 cm. A jégzajlás az alsó szakaszon akár két hétig is eltarthat. A legbővízűbb hónap a június, ekkor folyik le az éves vízmennyiség kb. negyede.
Jelentősebb jobb oldali mellékfolyói a Leszmijegan (178 km), a Nyeszjogan (Nyesz-Jugan, 163 km) és a Nagy-Tuksin (109 km).
A Szinya felső folyásán elszórt kisebb falvakat főként a finnugor nyelvcsaládhoz tartozó hantik lakják. Ezeket a falvakat Reguly Antal 1846-ban készített térképvázlatai is feltüntetik. Pápay József a hantik lakta szinyai területről külön térképet állított össze (1899). 